# Lübesse
Lübesse település Németországban, Mecklenburg-Elő-Pomeránia tartományban. Lakosainak száma 697 fő (2023. december 31.).

## Népesség
A település népességének változása:
| Lakosok száma | 712  | 721  | 697  | 703  | 697  |
|               | 2017 | 2019 | 2021 | 2022 | 2023 |